# Stolleklint
Stolleklint er et 150 meter lang og 20 meter høj kystprofil på Furs nordkyst. I profilet ses moler med askelag -34 til +55 og lagene hælder jævnt mod øst. De yngste lag findes således i den østlige ende, hvor de er foldet op af isen, som har aflejret moræneler ovenpå moleret. 
Klinten er særlig velegnet, til at studere den nederste del af moleret, fra Fur Formationen, og overgangen til det fede plastiske ler fra Ølst Formationen, der ligger under moleret. Dette ler danner en stor skreddal vest for Stolleklint. I leret findes plader af lerskifer, der har et stort og varieret indhold af fossiler af bl.a. fisk, insekter og planter. De bedste af disse fossiler kan ses udstillet på Fur Museum. I den vestligste ende af skrænten findes grænse mellem de to geologiske perioder Paleocæn og Eocæn. Denne grænse er defineret ved, at der på dette tidspunkt skete en global opvarmning, og jordens gennemsnitstemperatur steg 5-8 grader på mindre end 10.000 år. Det fede plastiske ler ved Stolleklint stammer fra denne varme periode i jordens historie, og fossiler af blandt andet cikader og kanelblade vidner om at klimaet i Danmark på dette tidspunkt har være subtropisk. 
Kystprofilet har fået sit navn efter en gammel minegang, en stolle, der er gravet ind i klinten. Det der er tilbage af minegangen kaldes i dag for Svenskehulen.
Baggrunden for det lidt besynderlige navn skal findes tilbage i perioden 1809-13, hvor minegangen blev gravet af svenske krigsfanger. Man troede dengang at de vulkanske askelag var kul. Minegangen var oprindelig ca. 60 meter lang og i bunden var der gravet en 40 meter dyb skakt. I dag er skakten næsten fuldstændig eroderet bort. Der kom til at gå mere end 60 år fra dette fejlslagne råstofeventyr og til at to Belgiske geologer i slutningen af 1800-tallet opdagede at de mørke striber i moleret ikke var kul men vulkansk aske.

## Dyreliv
Opskyllet på Limfjordskysterne er kendt for at rumme mange forskellige strandskaller. Ud over blåmusling, hestemusling, sandmusling og hjertemusling forekommer tøffelsnegl og tæppemusling. Af mere specielle arter kan nævnes knivmusling og hampefrømusling. Skaller fra Limfjordens oprindelige bestand af østers skyller også op på kysten.
Langs kysten ses arter af måger og terner foruden, fiskehejre, skarv samt ande- og vadefugle. Fra tid til anden iagttages spættet sæl i fjorden ud for Klinten.